# Kay Smits
Kay Smits (Geleen, 31 marzo 1997) è un pallamanista olandese, terzino del Gummersbach e della nazionale maschile di pallamano dei Paesi Bassi.

## Palmares

### Competizioni nazionali
- Eredivisie: 2

Limburg Lions: 2014-15, 2015-16
- Coppa dei Paesi Bassi: 2

Limburg Lions: 2014-15, 2015-16
- Handball-Bundesliga: 1

Magdeburgo: 2021-22

### Competizioni internazionali
- BENE-League: 1

Limburg Lions: 2014-15
- IHF Super Globe: 2

Magdeburgo: 2021, 2022
- EHF Champions League: 1

Magdeburgo: 2022-23
- EHF European League: 1

Flensburg-Handewitt: 2023-24